# 蘆名盛隆
蘆名 盛隆（あしな もりたか）は、安土桃山時代の武将。陸奥国の戦国大名。蘆名氏18代当主。

## 生涯

### 相続まで
永禄4年（1561年）、須賀川二階堂氏7代当主・二階堂盛義の長男として誕生。生母は伊達晴宗の娘である阿南姫。伊達晴宗は蘆名盛高の外孫であるため、盛隆は蘆名盛高の玄孫に当たる。
永禄8年（1565年）に父・盛義が蘆名盛氏に敗れて降伏した際、人質として会津の盛氏の許に送られた。ところが、天正2年（1574年）に蘆名氏17代当主・蘆名盛興が継嗣を残さずに早世すると、盛興未亡人の彦姫と結婚したうえで、盛氏の養子となって18代当主となる。天正8年（1580年）の盛氏の死去により実権を掌握した。

### 越後工作
この頃、天正9年（1581年）、盛隆と叔父・伊達輝宗は、越後国の新発田重家が後継者争い（御館の乱）の後に新たに越後国主となった上杉景勝に対して不満を募らせている状況を見て、上杉に対して反乱を起こさせるべく様々な工作を行った。6月16日、重家は一門衆のほか、同族加地秀綱ら加地衆や、御家騒動の際に景勝の対立勢力だった（上杉景虎方）豪族らを味方に引き入れ新潟津を奪取し支配、以降7年間に渡って景勝を苦しめる。
この頃、北陸地方で上杉氏と争っていた織田信長はこれを挟撃するべく、上杉氏を離反した新発田重家及び東北の諸大名の懐柔のため外交を始めた。当初、盛隆は上杉景勝とも誼を通じ度々連絡を交わしていたが、天正9年（1581年）に家臣の荒井万五郎を上洛させ信長と交渉を行った（これについては、『信長公記』『当代記』『異本塔寺長帳』『会津旧事雑考』『会津四家合考』などの史料に言及があるが、史料ごとに差異がある）。これは、盛隆から接近したとも、信長が景勝を挟撃するために盛隆を誘ったともいわれる。盛隆は信長に名馬3頭・蝋燭1000挺を献上すると、信長はこれに応えて、盛隆が三浦介に補任されるよう朝廷へ斡旋した。蘆名氏は三浦義明の末裔であり、盛隆にとって三浦一族代々の官途である三浦介を名乗ることは名誉であり、信長もこのことで盛隆の心を掌握しようとしたと考えられる。その後、盛隆は重臣の金上盛備を上洛させている。
信長と接近したことで、盛隆は上杉景勝との関係が疎遠になった。その後も景勝からは新発田氏挟撃などの援軍の要請などがあったが、盛隆はこれに対して曖昧な態度を取り続けることに終始し、天正10年（1582年）には景勝からの出兵依頼を断るどころか、金上盛備に重家を援護させ、赤谷城に小田切盛昭を入れるなど、重家を援護する介入を行った。

### 本国での活躍
蘆名氏当主となって以降の盛隆は、父・盛義と共に蘆名氏の力を用いて衰退していた実家の二階堂氏の勢力回復に努めた。そのため、元は二階堂氏からの人質であった盛隆に反感を抱く家臣による反乱がたびたび起こった。
上記の新発田氏支援に対抗するため、上杉景勝は蘆名家中の撹乱を狙い、重臣の直江兼続に命じて富田氏実や新国貞通などの盛隆に反抗的な重臣達を調略し反抗させることで、蘆名氏に揺さぶりをかけた。
天正12年（1584年）6月に盛隆が出羽三山の東光寺に参詣した隙を突かれて栗村盛胤・松本行輔らに黒川城を占拠されたが、盛隆はこれを素早く鎮圧し、7月には長沼城主の新国貞通（栗村の実父）を攻めて降伏させた。

### 最期
同年10月6日、黒川城内で寵臣であった大庭三左衛門に襲われて死亡した。享年24。
蘆名氏の家督は生後1ヶ月の息子・亀王丸が継ぎ、亀王丸の母である彦姫が兄・伊達輝宗の後見を受けて蘆名氏をまとめることになった。しかし、輝宗の本音は幼少の亀王丸ではなく、自身の息子である小次郎の擁立であったとされ、亀王丸の擁立はむしろ常陸の佐竹義重の介入によって実現したものであった。このため、蘆名家中における影響力という点では、佐竹氏の影響力の拡大と伊達氏の影響力の伸び悩みを招いた。また、その伊達輝宗と佐竹義重も有力大名である盛隆の死去とその後の家中の混乱を目の当たりにして、自身の隠居を前倒しすることになる。そうした中で輝宗の跡を継いだ政宗は同盟関係を破棄して蘆名氏を攻め（関柴合戦）、亀王丸も天正14年（1586年）に疱瘡を患って夭逝するなどの不幸が重なり、蘆名家中は混迷した。この盛隆の早すぎる死が、蘆名氏滅亡を早めた原因といえる。

## 逸話・人物評
- 『奥羽永慶軍記』は猛勇ではあったが、知恵や仁徳が無かったと伝えている。
- 『新編会津風土記』は、大庭三左衛門が盛隆を襲った理由について、男色のもつれが原因としている。
- 『武功雑記』などに、男色絡みの逸話がいくつか残されている。

## 系譜
- 正室：彦姫（生年不詳 -天正16年（1588年）。伊達晴宗の四女。伊達輝宗の養女。）
  - 蘆名亀王丸（天正12年9月4日（1584年10月7日） - 天正14年11月21日（1586年12月31日））